# 1981年ソ連海軍Tu-104墜落事故
1981年ソ連海軍Tu-104墜落事故は、1981年2月7日、プーシキン空港を離陸中のTu-104旅客機が墜落し、ソ連海軍の将官16人を含む乗員乗客50人全員が死亡した事故である。

## 事故の経緯
現地時間18時、事故機は雪のふるプシーキン空港の滑走路21から離陸を開始した。機体は通常より大きい角度で上昇し、離陸8秒後、高度50mの時点で失速して右に傾き始めた。機体は滑走路端から20mの地点で地面に激突するまで右旋回を続け、ほぼ反転して墜落炎上した。コクピットにいた1人は脱出して雪の中にいるのが発見されたが、病院への搬送中に死亡した。

## 事故原因
事故調査の結果、貨物の不適切な積み込みがこの事故を引き起こしたとされた。捜査当局が発見した証拠は一部の将校が乗務員からの座席指定に従わず、さらに乗務員に圧力をかけて安全でない積載状況で飛行させたことを示していた。
目撃者が報告したもう一つの要因は、機内に大きなロール紙が積まれていたことだった。離陸時の加速中にロール紙が後方に転がり、重心が許容範囲を超えて後方に移動したと考えられている。これにより機体のピッチ安定性が低下し、機首を下げることが困難になったとされている。

## 犠牲

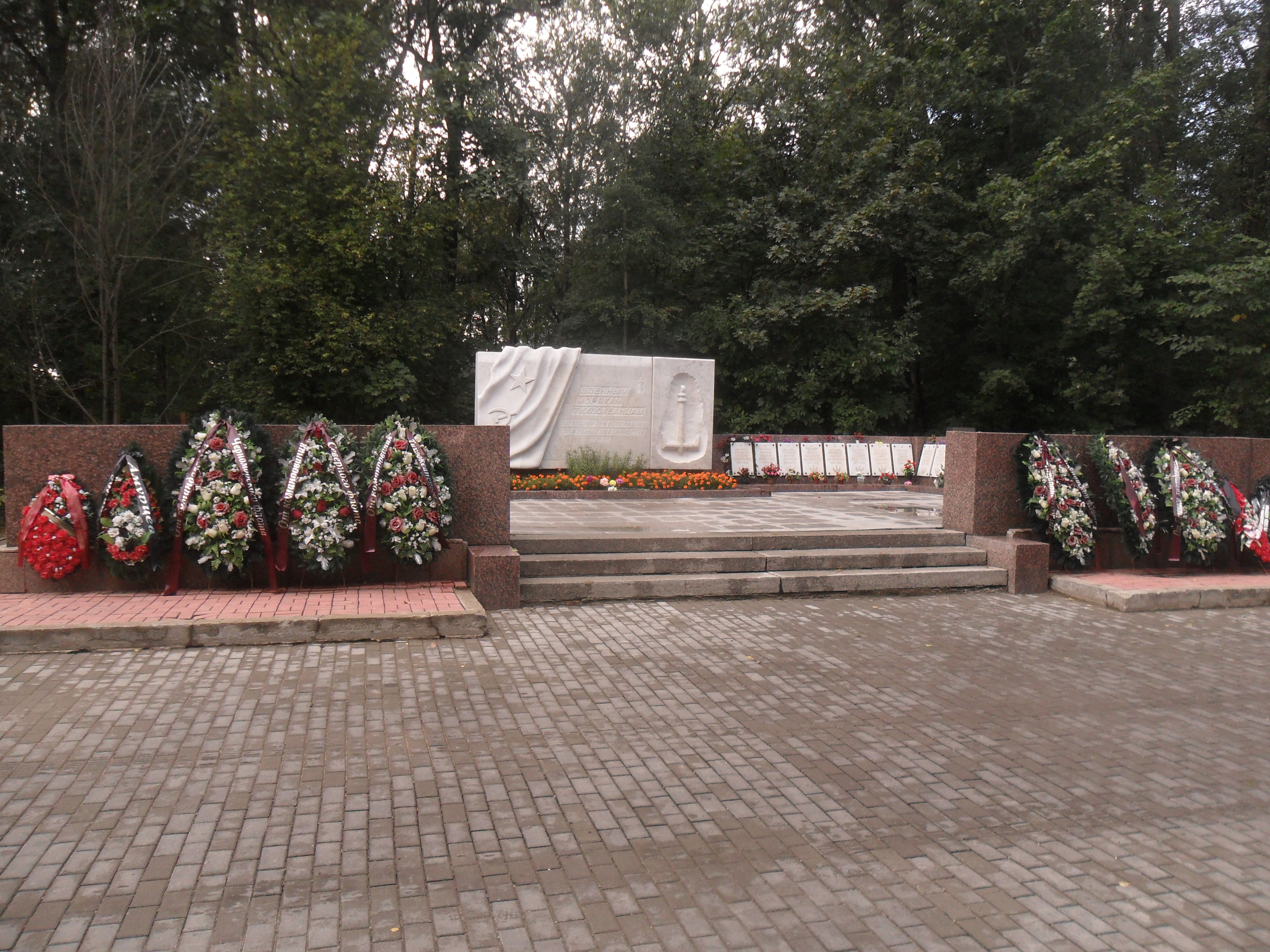
セラフィモスコエ墓地にある慰霊碑

事故機は、海軍司令部との会議に出席した後の太平洋艦隊の高級将校を多く乗せており、この事故により太平洋艦隊司令長官エミール・スピリドノフ海軍大将を始めとする16人の将官が死亡した。彼らの殆どはレニングラードのセラフィモスコエ墓地に埋葬され、海軍総司令官セルゲイ・ゴルシコフの命により戦没者慰霊碑が設置された。サンクトペテルブルクの聖ニコラス海軍大聖堂では毎年2月7日に追悼式が行われており、事故から20年となる2001年には、「1981年2月7日に殉職した人々」という一行と八端十字架が、太平洋海軍の水兵を追悼する記念碑に加えられた。